# Big Thunder Mountain
Pour les articles homonymes, voir BTM.
Big Thunder Mountain (BTM) ou Big Thunder Mountain Railroad est une attraction de type montagnes russes des Royaumes enchantés de Disney. C'est un « train fou » lancé dans une mine du Far West, ce qui en fait la version Disney du train de la mine.

## Le concept
L'attraction se base sur le thème des mines d'or de l'Ouest américain qui étaient parcourues par des trains. La version française donne une histoire un peu plus détaillée que les autres versions :

« Situé en face du village de pionniers Thunder Mesa, la mine de Big Thunder Mountain (« montagne du grand tonnerre ») a été abandonnée en raison de la malédiction d'origine indienne planant sur le lieu. Cette montagne est la résidence du dieu Tonnerre, un aigle géant dont les « Blancs » ont troublé le repos. Aussi l'esprit sacré a fait tarir le filon et écrouler la mine. »

L'attraction reprend un concept déjà existant de montagnes russes à rails tubulaires sur le thème de la mine. Le système tubulaire avait été inauguré en 1959 avec Matterhorn Bobsleds. Arrow Dynamics avait déjà conçu et construit en 1966 l'attraction Run-A-Way Mine Train dans le parc Six Flags Over Texas. Mais l'équipe de Disney a poussé la décoration plus loin que la version de Six Flags, afin que le décor, constitué de rochers, semble être préexistant à l'attraction. Toutes les versions de l'attraction sont basées sur un concept de Tony Baxter pour Disneyland en 1979 mais qui fait référence au projet Western River Expedition de Marc Davis, prévu pour le Magic Kingdom mais jamais réalisé. Les imagineers ont conçu neuf versions de la montagne avant d'obtenir la version définitive. Tony Baxter dirigea aussi la conception et la réalisation des versions suivantes.
Il est à noter que l'embarquement se fait de manière particulière dans Big Thunder Mountain, deux voies de chaque côté d'un quai se rejoignent en amont et en aval de la gare. Ainsi, pendant que sur une voie, on procède au débarquement puis à l'embarquement dans un train, le véhicule dont l'embarquement vient d'être terminé part de l'autre voie et celle-ci accueille ensuite un train venant de terminer le circuit. Ce principe permet d'augmenter le débit de l'attraction et donc de réduire le temps d'attente des visiteurs. Le même principe est utilisé dans la version française de Space Mountain.

## Les différentes attractions
Les attractions ne diffèrent pas énormément les unes des autres. Elles sont toujours situées à proximité des Rivers of America dans Frontierland, ou Westernland pour Tokyo Disneyland.

Le parc de Hong Kong Disneyland ne possède pas cette attraction car le parc ne comprend pas de section sur le Far West.

### Disneyland
Elle ouvre le 2 septembre 1979 en lieu et place de l'attraction Nature's Wonderland entre Fantasyland et les Rivers of America, à droite de l'entrée du pays. Le décor est basé sur les élévations rocheuses de Bryce Canyon dans l'Utah,. Cette référence donne à l'attraction une couleur magenta, des pierres plus érodées et striées. Cette apparence est due à la proximité de Fantasyland,. De loin elle peut donner l'impression d'être une montagne de sucre candy, ce qui ne choquerait pas dans ce pays des contes de fées. Une partie du décor provient de la zone Living Desert de Mine Train through Nature's Wonderland. L'attraction est prévue pour accueillir 2 400 personnes par heure.
Cette attraction bénéficie du système FastPass
- Ouverture : 2 septembre 1979[5]
- Conception : WED Enterprises, Tony Baxter
- Construction : WED Enterprises
- Trains :
  - Nombre de trains : 6 dont 5 utilisables en même temps
  - Nombre de wagons par train : 5
  - Nombre de passagers par train : 30
  - Noms des trains : U.B.Bold, U.R.Daring, U.R.Courageous, I.M.Brave, I.B.Hearty, I.M.Fearless
- Longueur : 2 671 pieds (814 m)[1].
- Hauteur des voies : 15 m.
- Point culminant : 104 pieds (32 m)[1]
- Vitesse maximale : 47 km/h.
- Superficie du site : 2 acres (8 094 m2)[1]
- Remontées :
  - Nombre : 3
  - Longueur : 40 m chacune
- Durée : 3 min 15 s
- Taille minimale requise pour l'accès : 1,02 m
- Attractions précédentes :
  - Conestoga Wagons (1955-1956)
  - Rainbow Caverns Mine Train (1956-1960)
  - Mine Train through Nature's Wonderland (1960-1977)
- Type d'attraction : Montagnes russes
- Situation : 33° 48′ 46″ N, 117° 55′ 13″ O

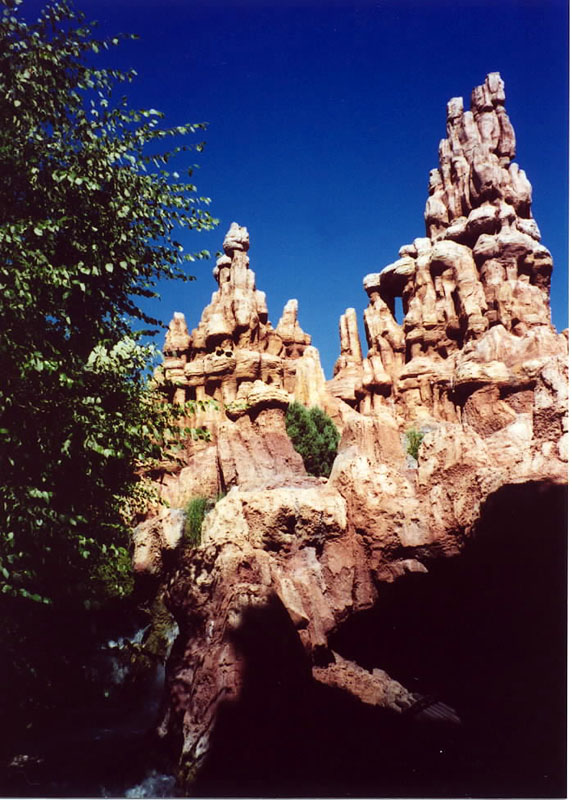
Cheminées de fées.
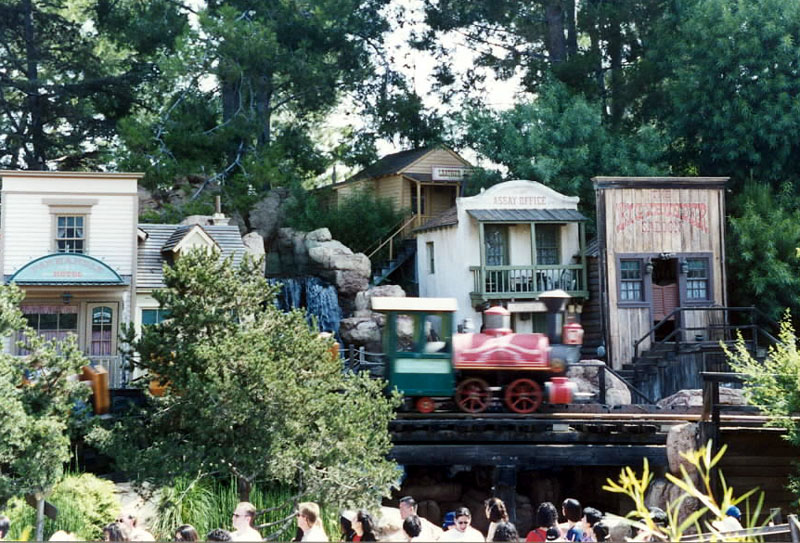
Le village de Thunder Mountain.

Le 3 janvier 2013, Disney entame un projet de rénovation de 9 mois et 4 millions de dollars. L'attraction est finalement rouverte le 17 mars 2014, soit 14 mois après.

### Magic Kingdom
Elle ouvrit le 15 novembre 1980 à l'extrémité ouest de Frontierland. C'est une montagne culminant à 65 mètres et s'étalant sur 8 000 m2. Le budget est estimé à 17 millions d'USD
Le décor est basé sur les élévations rocheuses de Monument Valley dans l'Utah,,. Cette référence donne à l'attraction une couleur plus proche de l'argile mais aussi des formes plus anguleuses. De plus il existe une transition géographique plus forte tout au long de la rive de Rivers of America, partant du nord-est des États-Unis avec Haunted Mansion à l'ouest américain avec Big Thunder Mountain.
Cette attraction bénéficie du système FastPass
- Préouverture : 23 septembre 1980[5]
- Ouverture : 15 novembre 1980
- Conception : WED Enterprises, Tony Baxter
- Constructeur : Vekoma
- Superficie totale: 2 acres (8 094 m2) en 1980[8] réduite après la construction de Splash Mountain. en 1992
- Trains :
  - Nombre de trains : 6
  - Nombre de wagons par train : 5
  - Rangées par wagon : 3 rangées de 2 à 3 personnes
  - Nombre de passagers par train : 45
- Longueur : 2 780 pieds (847,344 m)[2],[8].
- Point culminant : 200 pieds (60,96 m)[2].
- Vitesse maximale : 24 milles par heure (38,6 km/h) en 1980[8] puis 60 km/h[2].
- Nombre de remontées : 3
- Audio-animatronics : 20
- Durée : 3 min 25 s[8]
- Taille minimale requise pour l'accès : 1,02 m
- Type d'attraction : Montagnes russes
- Situation : 28° 25′ 12″ N, 81° 35′ 04″ O

### Tokyo Disneyland
C'est la copie quasi-conforme de celle du Magic Kingdom, elle ouvrit le 4 juillet 1987 soit quatre ans après le parc.
Cette attraction bénéficie du système FastPass
- Ouverture : 4 juillet 1987[5],[9]
- Conception : WED Enterprises, Vekoma
- Durée : 3 min 40 s
- Taille minimale requise pour l'accès : 1,02 m
- Type d'attraction : Montagnes russes
- Situation : 35° 37′ 57″ N, 139° 53′ 00″ E

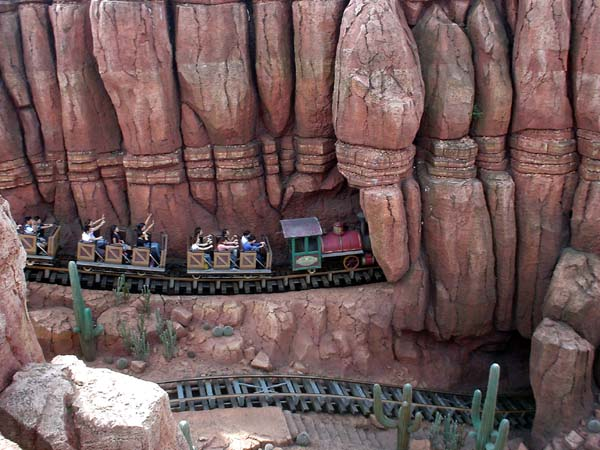
Un train de l'attraction.
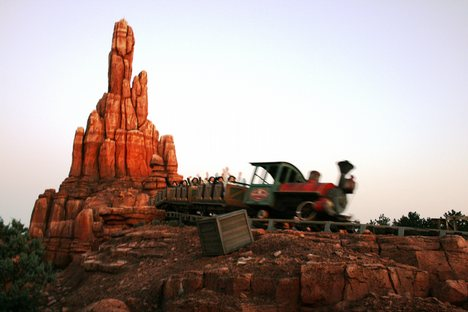
La montagne depuis la file d'attente.

### Parc Disneyland
L'attraction est ici située en grande partie sur une île au centre de la Rivière du Far West (Rivers of the Far West). La gare est de l'autre côté de la rive et un tunnel permet de rejoindre l'île. Elle ouvrit le 12 avril 1992 en même temps que le parc. Le décor est basé sur les élévations rocheuses du parc national de Bryce Canyon, pour les parties bordant la rivière et les parties arrière, et de Monument Valley, pour la partie centrale.
À la différence des versions américaines et japonaise, l'attraction qui est constituée d'une armature métallique recouverte de ciment, a été enduite d'une peinture empêchant la formation de mousses et de lichens, un problème dû au climat humide.
Afin d'augmenter le réalisme de l'attraction, Disney a reçu en cadeau une collection de 200 cactus en décembre 1992 par Mme Daguerre. Elle n'est présentée que durant l'été.
Pour effectuer une remise à jour totale de l'attraction et pour ajouter des effets visuels ainsi que des jeux de fumée, d'eau et des geysers, et moderniser les installations de sécurité, l'attraction a fermé ses portes au public le 1er novembre 2015. Elle a rouvert au public plus d'un an après sa fermeture, le 17 décembre 2016.
Cette attraction bénéficie du système Disney Premier Access
- Ouverture : 12 avril 1992 (avec le parc)[5]
- Conception : Walt Disney Imagineering, Vekoma
- Modèle : Vekoma Custom MK-900 M
- Audio-animatronics : 7
- Hauteur de l'attraction : 33 m
- Durée : 3 min 56 s
- Débit horaire : 2 400 personnes par heure
- Circuit
  - Longueur du circuit : 1 071,77 m
  - Nombre d'aiguillages : 7
  - Nombre de boosters : 4
  - Nombre de convoyeurs : 18
  - Nombre de quais : 2
  - Point culminant : 22 m
  - Voie(s) de garage : 5
- Trains :
  - Nombre de trains : 6 dont 5 utilisables en même temps
  - Nombre de wagons par train : 5 wagons
  - Nombre de passagers par wagon : 3 rangées de 2 personnes ou 3 personnes
  - Maintien des passagers : Lap bar pneumatique
  - Longueur du train : 20,085 m
  - Poids par train :  4 955 kg
  - Poids par train avec passagers =7 205 kg (30x75 kg=2 250 kg)
  - Taille minimale requise pour l'accès : 1,02 m
- Autres caractéristiques
  - Plus grande descente : 12 m
  - Vitesse maximum : 67 km/h
  - Vitesse sur le lift A et D : 1,82 +/-0,18 m/s
  - Vitesse sur le lift B et C : 1,52 +/-0,15 m/s
  - Tour de rayon horizontal minimal : 45 720 mm
  - Tour de rayon vertical minimal : 12 192 mm
  - Distance minimum entre les trains dans la zone de détection : 144 m
- Type d'attraction : Montagnes russes
- Situation :
  - Gare : 48° 52′ 17″ N, 2° 46′ 28″ E
  - Île : 48° 52′ 14″ N, 2° 46′ 32″ E

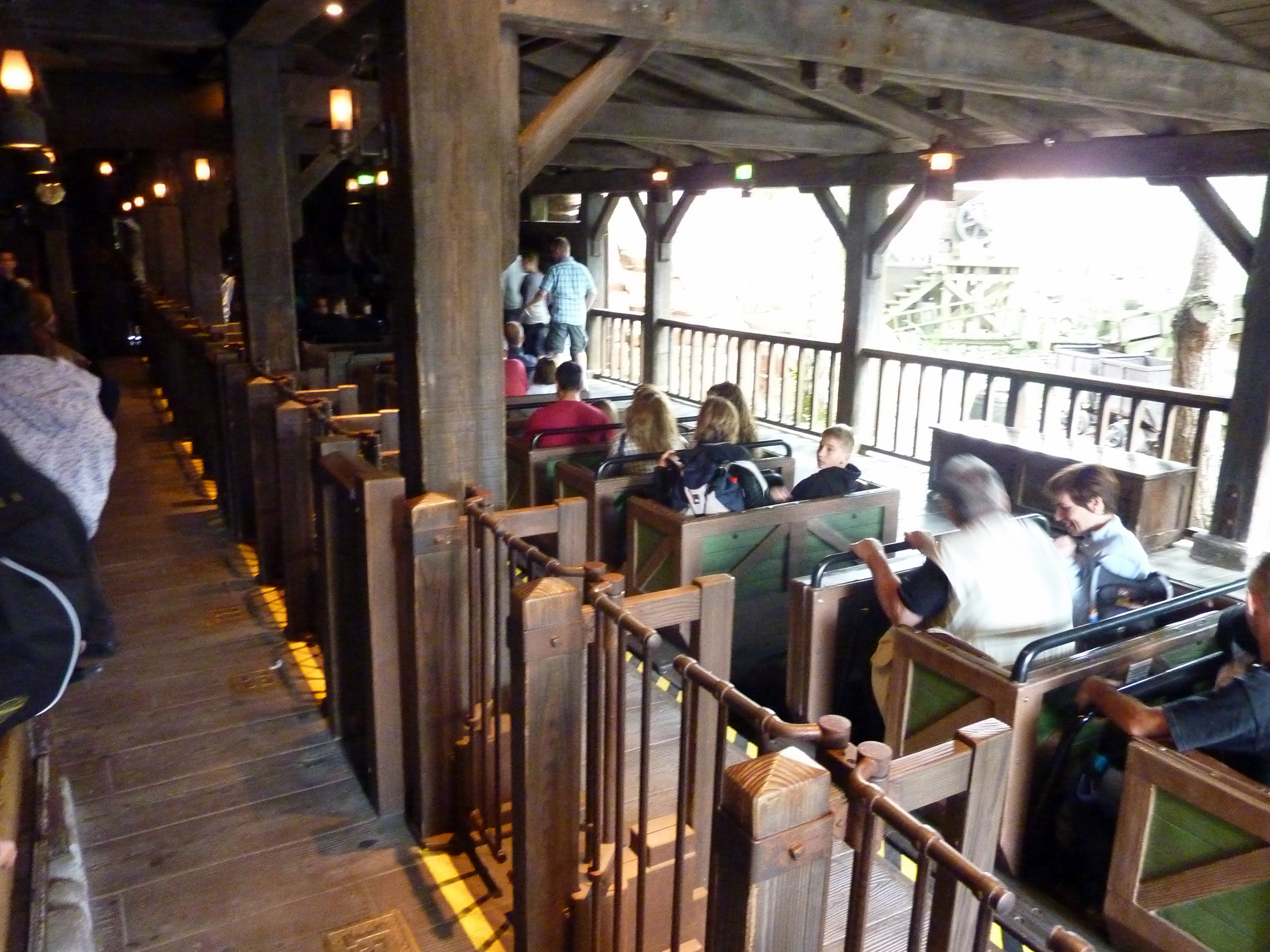
Station d'embarquement

## Informations diverses
Toutes les versions ont été développées par Walt Disney Imagineering (ou WED Entreprises, l'ancien nom) en collaboration avec Arrow Dynamics qui était chargé des aspects techniques ainsi que de la construction du circuit de montagnes russes proprement dit (pas les décors) pour l'attraction originelle et conjointement avec Vekoma (même rôle qu'Arrow) pour les autres attractions.
L'avertissement en anglais au début de l'attraction a été enregistré par l'acteur Dal McKennon.
Pour le tournage de la scène de la course dans la mine d'Indiana Jones et le Temple maudit, les ingénieurs du son ont enregistré les bruits à l'intérieur de l'attraction Big Thunder Mountain de Disneyland.
Walt Disney Imagineering a créé une version différente de l'attraction pour le parc Hong Kong Disneyland : Big Grizzly Mountain Runaway Mine Cars. En effet, la population chinoise n'est pas familiarisée avec le concept de Far West ou de Wild West. Comme ce thème est exploité à Frontierland, les créatifs ont donc imaginé une version adaptée pour s'accorder à la culture chinoise.

### Accidents
Le 5 septembre 2003, un jeune homme a été tué dans la version de Disneyland de l'attraction. À la suite du montage incorrect d'une roue de guidage de la locomotive (qui n'est qu'un élément décoratif), une réaction en chaîne conduisit au découplage de celle-ci du reste du train. Le premier wagon passa ainsi sous l'arrière de la locomotive et Marcello Torres, 22 ans, assis au premier rang du côté droit, fut tué sur le coup. Il y eut également une dizaine de blessés. L'accident était dû à un mauvais entretien de l'attraction, consécutif à la politique de réduction des coûts lancée par Paul Pressler. Ce dernier ayant quitté la société avant l'accident, il ne fut pas directement mis en cause ni mis en examen par la justice. L'attraction fut fermée pendant huit mois ainsi que celle située au Japon, pour vérification,.
Le 3 avril 2004, moins d'une semaine après la réouverture, pendant une manœuvre de ré-initialisation de l'attraction à la suite d'un arrêt d'urgence, une erreur humaine provoqua la collision de deux trains alors entièrement vides.
Le 8 juillet 2004, trois mois après, toujours à la suite d'une erreur humaine, le même type d'accident survint entre deux trains, dont l'un était à l'arrêt, prêt à partir, et un autre finissait l'attraction. Aucune victime ne fut à déplorer, en dehors de quelques commotions légères. Mais le nouveau président des parcs Disney dut revenir à la politique d'entretien précédant celle instaurée par Paul Pressler et qui datait de Walt Disney.
Le 25 avril 2011, un accident est survenu à Disneyland Paris (au niveau du lift C). Un morceau de fibre de verre et de bois est tombé en milieu d'après-midi sur un wagon, touchant un homme de 38 ans, et blessant quatre autres personnes,. L’attraction est rouverte le samedi 21 mai 2011, un mois après l'accident. Cependant, certains effets de l'attraction sont retirés provisoirement.
Le 27 octobre 2011, un nouvel incident survient à Disneyland Paris, deux wagons en tête d'un train ont déraillé à faible vitesse faisant deux blessés légers. L'attraction est rouverte le lundi 31 octobre 2011.